# هاتم
هاتم (به هلندی: Hattem) یک منطقهٔ مسکونی در هلند است که در خلدرلاند واقع شده‌است. هاتم ۵ متر بالاتر از سطح دریا واقع شده‌است.

## نگارخانه

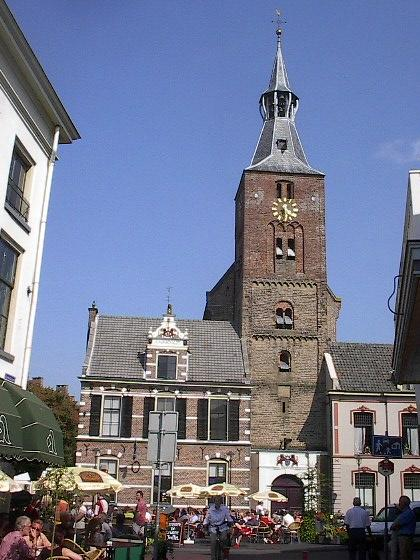
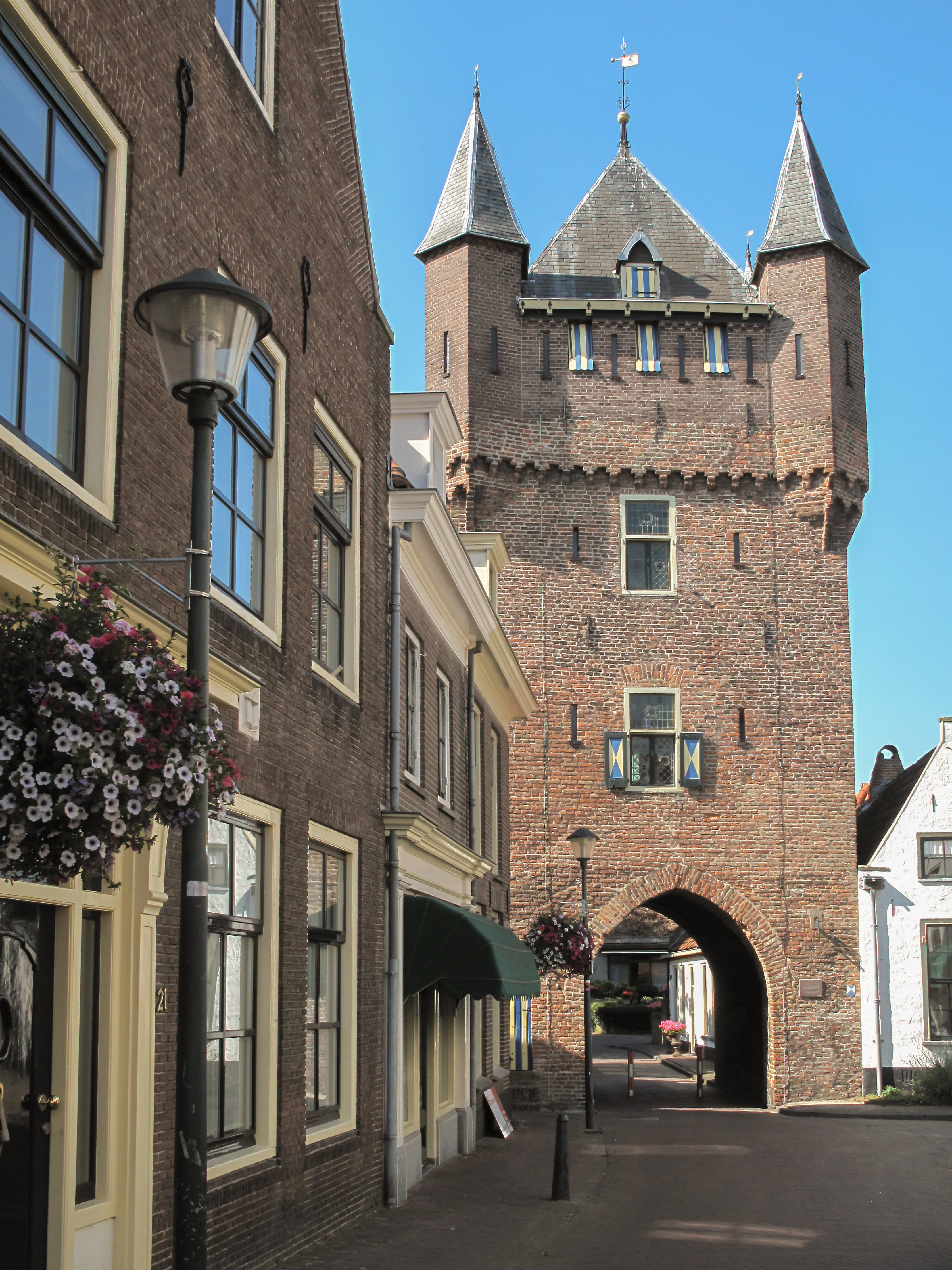
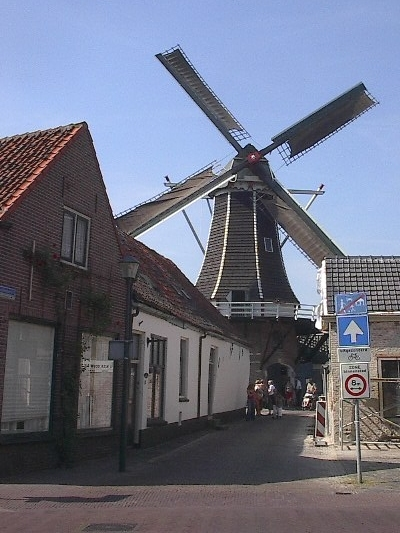
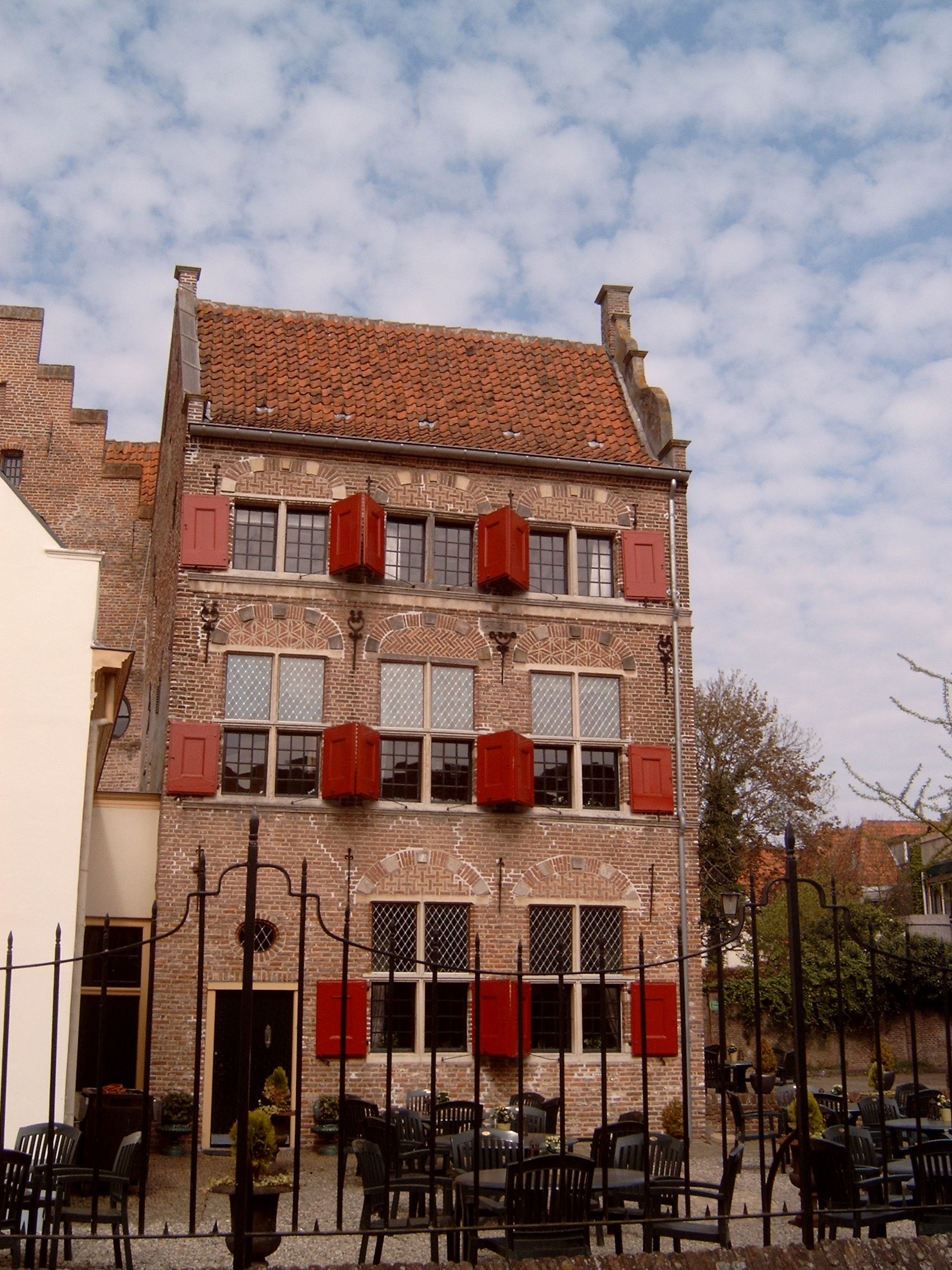
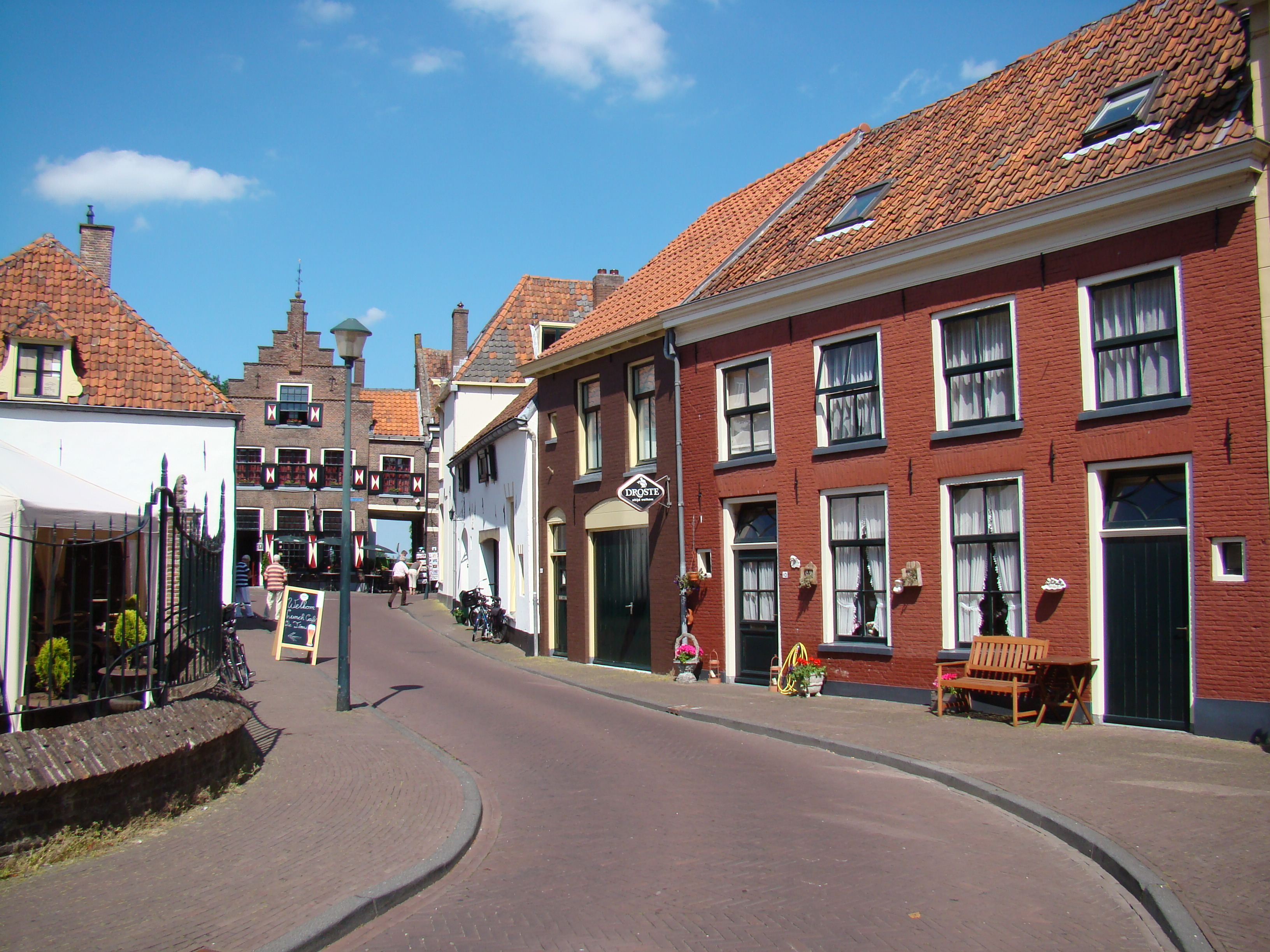
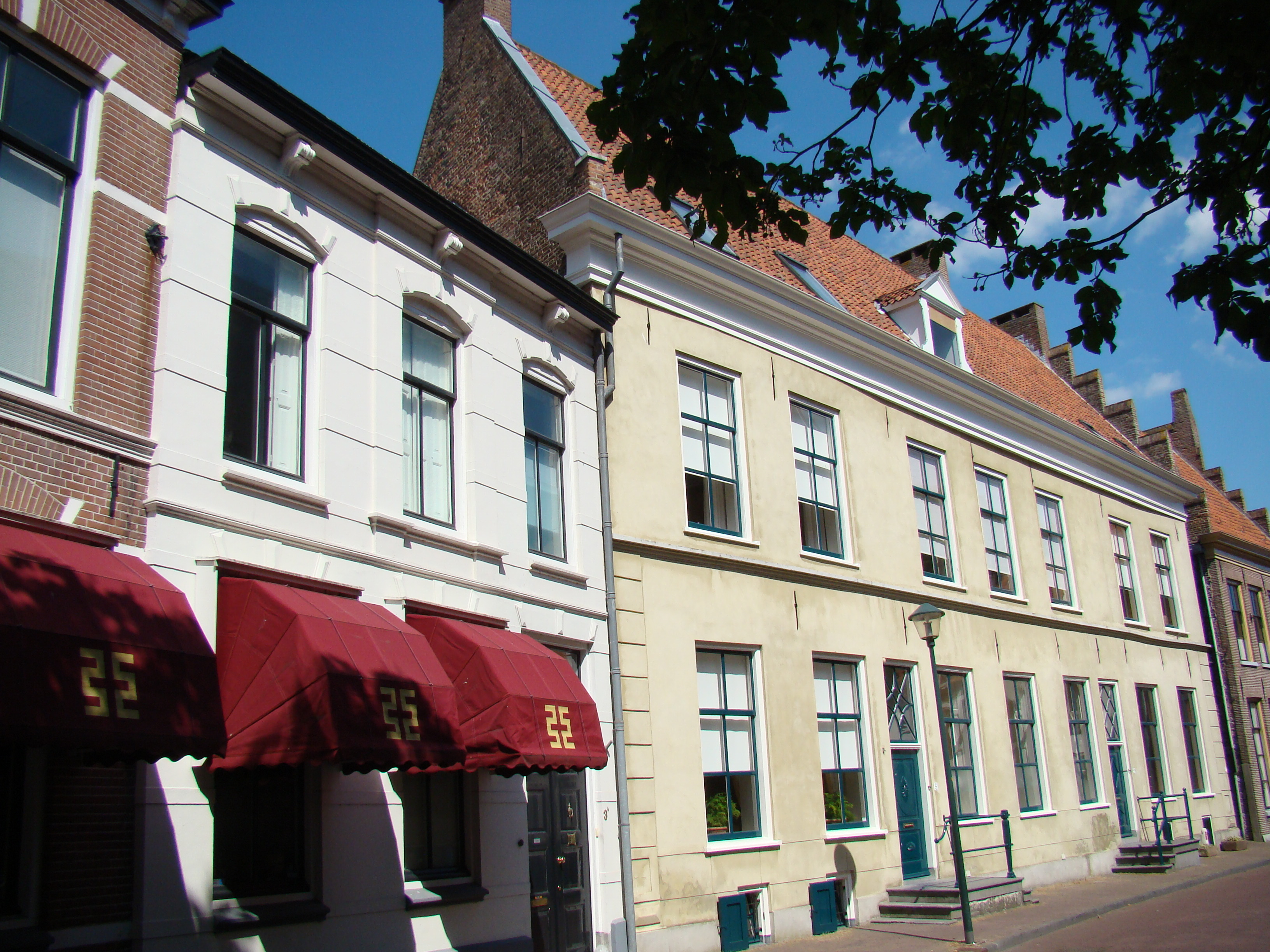
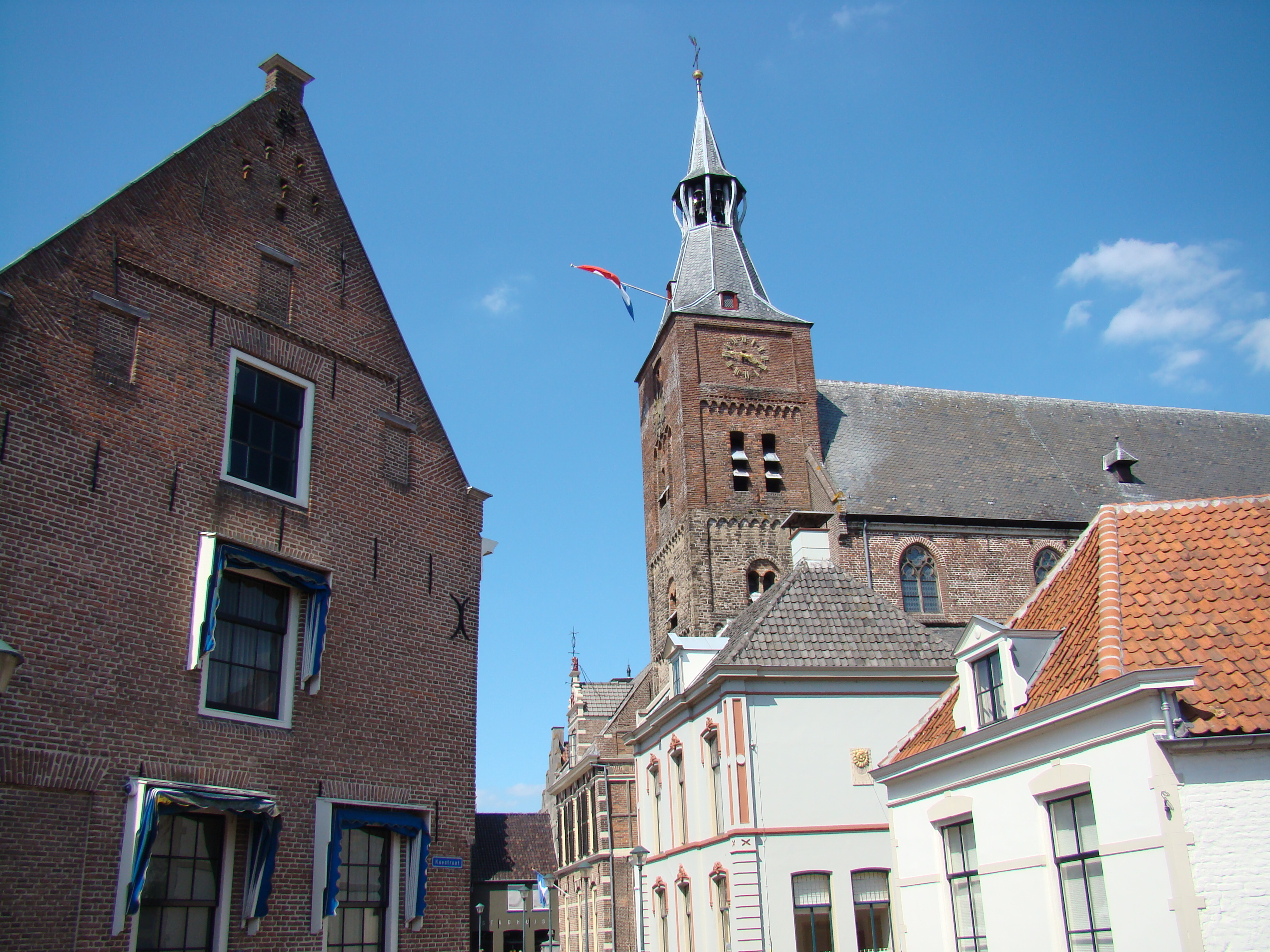
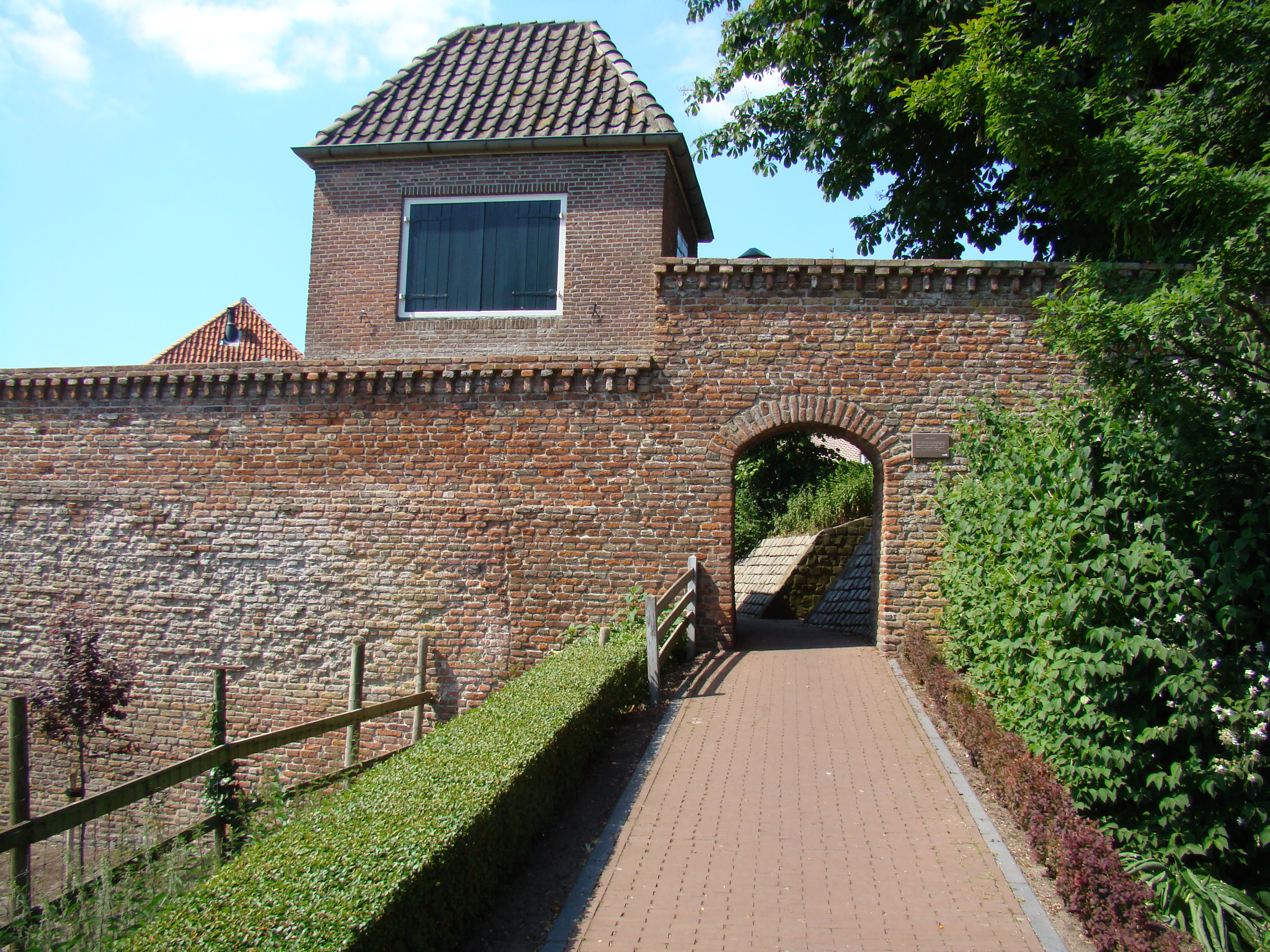